# Букеєва Хадиша
Хадиша Буке́єва (нар. 21 лютого 1917, Казталовка — пом. 31 січня 2011, Алмати) — казахська радянська акторка театру і кіно, майстриня художнього слова, театральна педагогиня; членкиня Спілки кінематографічтів Казахської РСР.

## Біографія
Народилася 21 лютого 1917 року в селі Казталовці (нині Казталовський район Західноказахстанської області Казахстану). Брала участь у виставах художньої самодіяльності. Була відібрана комісією для навчання у Ленінградський технікум сценічних мистецтв, де її наставниками були Леонід Вів'єн, Всеволод Меєргольд, Василь Меркур'єв.
Після закінчення навчання у 1938 році прийнята до трупи Шимкентського обласного драматичного театру. З 1940 року знімалася у кіно. 1942 року запрошена до Казахського драматичного театру в Алмати. Одночасно з 1965 року викладала на театральному факультеті Казахської консерваторії (доцент з 1968 року; з 1978 року — професор). Серед її учнів: Аширалі Кенжеєв, Куман Тастанбеков, Досхан Жолжоксинов, Тунгишбай Жаманкулов, Меруерт Утекешева, Рахілям Машурова.
Була одружена зі співаком Байгалі Досимжановим.
Померла в Алмати 31 січня 2011 року. Похована в Алмати на Кенсайському цвинтарі.

## Творчість
театральні ролі
- Луїза («Підступність і кохання» Фрідріха Шиллера);
- Сауле («Дружба і кохання» Альжаппара Абішева);
- Бану («Амангельди» Габіта Мусрепова);
- Карлига, Енлік («Кобланди», «Енлік—Кебек» Мухтара Ауезова);
- Ведуча («Абай» за романом Мухтара Ауезова);
- Мехмене Бану («Легенда про кохання» Назима Хікмета);
- Катерина, Людмила («Гроза», «Пізня любов» Олександра Островського);
- Катаріна («Приборкання норовливої» Вільяма Шекспіра);
- Сауле («Сауле» за твором Тахаві Ахтанова);
- Панаєва («Чокан Валіханов» Сабіта Муканова);
- Варвара («Любов на світанні» Ярослава Галана);
- Діана («Собака на сіні» Лопе де Веги);
- Сліпа жінка («Сліпі» Моріса Метерлінка);
- Тхань («Зірка В'єтнаму» Івана Купріянова).

ролі у кіно
- Райхан («Райхан», 1940);
- Діна («Берези у степу», 1956);
- драматична акторка («Наш любий лікар», 1957);
- Рабіга («Шквал», 1958);
- Муратова («На дикому березі», 1959);
- мати («Сліди йдуть за обрій», 1964).

## Відзнаки
почесні звання
- Народна артистка Казахської РСР з 1957 року;
- Народна артистка СРСР з 1964 року;

премії і нагороди
- Сталінська премія III ступеня (1952; за роль Ведучої у виставі «Абай»);
- Ордени «Знак Пошани» (1946), Леніна (1959), Дружби народів (1987), Трудового Червоного Прапора, Отан (2000);
- Медалі «Ветеран праці», «Сорок років перемоги у Великій Вітчизняній війні 1941—1945 років»[2].

## Вшанування
- У Казталовці працює її музей, головна вулиця села носить її ім'я;
- 24 лютого 2017 року ім'я акторки присоєне Уральському казахському драматичному театру;
- В Алмати на стіні будинку № 96 по вулиці Зєнкова, де понад 25 років прожила акторка, встановлено меморіальну дошку[1].